# شرلی مک‌لین
شرلی مک‌لین (انگلیسی: Shirley MacLaine؛ زادهٔ ۲۴ آوریل ۱۹۳۴) بازیگر و نویسنده آمریکایی است. او با بیش از ۷۰ سال فعالیت حرفه‌ای، جوایز متعددی از جمله یک جایزه اسکار، یک جایزه امی، دو جایزه بفتا، شش جایزه گلدن گلوب، دو جام ولپی و دو خرس نقره‌ای دریافت کرده است.

## فیلم‌شناسی
| سال  | عنوان                            | نقش              | یادداشت |
| ---- | -------------------------------- | ---------------- | --- |
| ۱۹۵۵ | دردسر هری                        | جنیفر راجرز      | جایزه گلدن گلوب بهترین ستاره جدید سال – بازیگر زننامزد جایزه بفتای بهترین بازیگر نقش اول زن |
| ۱۹۵۵ | هنرمندان و مدل‌ها                 | بسی اسپاروبراش   | |
| ۱۹۵۶ | دور دنیا در هشتاد روز            | شاهدخت آئودا     | |
| ۱۹۵۸ | بعضی دوان‌دوان آمدند              | جنی مورهد        | |
| ۱۹۵۸ | چوپان                            | دل پایتون        | |
| ۱۹۵۸ | جادوی آتشین                      | ویرجینیا دووال   | |
| ۱۹۵۸ | کبریت‌ساز                         | ایرنه            | |
| ۱۹۵۹ | از هر دختری بپرس                 | مگ ویلر          | جایزه بفتای بهترین بازیگر نقش اول زن |
| ۱۹۵۹ | سابقه                            | شارون کینزینگتون | |
| ۱۹۶۰ | ۱۱ یار اوشین                     | زن مست           | |
| ۱۹۶۰ | کن کن                            | سیمون            | |
| ۱۹۶۰ | آپارتمان                         | فرن کیوبلیک      | نامزد جایزه اسکار بهترین بازیگر نقش اول زنجایزه گلدن گلوب بهترین بازیگر زن – فیلم موزیکال یا کمدیجایزه بفتای بهترین بازیگر نقش اول زن |
| ۱۹۶۱ | ساعت بچه‌ها                       | مارتا دوبی       | نامزد جایزه گلدن گلوب بهترین بازیگر زن – فیلم درام |
| ۱۹۶۱ | همه در یک کار شب                 | کیتی رابینز      | |
| ۱۹۶۱ | دو عشق                           | آنا ورونتوسف     | |
| ۱۹۶۲ | الاکلنگ دونفره                   | جتیل موسکا       | |
| ۱۹۶۲ | کیشای من                         | لوسی دل          | |
| ۱۹۶۳ | ایرما خوشگله                     | ایرما خوشگله     | نامزد جایزه اسکار بهترین بازیگر نقش اول زنجایزه گلدن گلوب بهترین بازیگر زن – فیلم موزیکال یا کمدینامزد جایزه بفتای بهترین بازیگر نقش اول زن جشنواره فیلم ونیز |
| ۱۹۶۴ | رولز-رویس زرد                    | مه جنکینز        | |
| ۱۹۶۴ | چه راهی برای رفتن!               | لوئیزا می‌فاستر   | |
| ۱۹۶۵ | جان گلدفارب، لطفاً به خانه بروید! | جنی اریکسون      | |
| ۱۹۶۶ | گامبیت                           | نیکول چانگ       | نامزد جایزه گلدن گلوب بهترین بازیگر زن – فیلم موزیکال یا کمدی |
| ۱۹۶۷ | زن ضربدر هفت                     | پولت             | نامزد جایزه گلدن گلوب بهترین بازیگر زن – فیلم موزیکال یا کمدی |
| ۱۹۶۸ |                                  |                  | |
| ۱۹۶۹ | سوئیت چریتی                      | چریتی            | |
| ۱۹۷۰ | دو قاطر برای خواهر سارا          | سارا             | |
| ۱۹۷۱ | شخصیت‌های ناامید                  | سوفی بنتوود      | |
| ۱۹۷۲ | مالکیت جوئل دیلینی               | نورا بنسون       | |
| ۱۹۷۵ | نیمهٔ دیگر آسمان: خاطرات چین      | خودش             | مستند؛ همچین نویسنده، کارگردان و تهیه‌کننده |
| ۱۹۷۷ | نقطه عطف                         | دیدی راجرز       | نامزد جایزه اسکار بهترین بازیگر نقش اول زن |
| ۱۹۷۹ | حضور                             | ایو رند          | نامزد جایزه گلدن گلوب بهترین بازیگر زن – فیلم موزیکال یا کمدیجایزه بفتای بهترین بازیگر نقش اول زن |
| ۱۹۸۰ | تغییر فصل                        | کارین ایوانز     | |
| ۱۹۸۰ | زوج‌های عاشق                      | اولین            | |
| ۱۹۸۳ | شرایط مهرورزی                    | آرورا گرین‌وی     | جایزه اسکار بهترین بازیگر نقش اول زنجایزه گلدن گلوب بهترین بازیگر زن – فیلم درامجایزه انجمن منتقدان فیلم لس‌آنجلس برای بهترین بازیگر نقش اول زنجایزه حلقه منتقدان فیلم نیویورک برای بهترین بازیگر نقش اول زننامزد جایزه بفتای بهترین بازیگر نقش اول زنجایزه دیوید دی دوناتلو بهترین بازیگر زن |
| ۱۹۸۴ | مسیر کاننبال ۲                   | ورونیکا          | |
| ۱۹۸۸ | مادام سوشاتسکا                   | مادام سوشاتسکا   | جایزه گلدن گلوب بهترین بازیگر زن – فیلم درام(tied به همراه جودی فاستر و سیگورنی ویور)جشنواره فیلم ونیز |
| ۱۹۸۹ | ماگنولیاهای فولادی               | لوئیزا بودرو     | |
| ۱۹۹۰ | کارت پستال‌هایی از لبه پرتگاه     | دوریس مان        | نامزد جایزه گلدن گلوب بهترین بازیگر نقش مکمل زننامزد جایزه بفتای بهترین بازیگر نقش اول زن |
| ۱۹۹۰ | در انتظار نور                    | خاله زنا         | |
| ۱۹۹۱ | از زندگیت دفاع کن                | خودش             | |
| ۱۹۹۲ | افراد استفاده شده                | پریل برمن        | |
| ۱۹۹۳ | کشتی با ارنست همینگوی            | هلن کوونی        | |
| ۱۹۹۴ | محافظت از تس                     | تس               | |
| ۱۹۹۶ | ستاره شب                         | آرورا گرین‌وای    | |
| ۱۹۹۶ | خانم وینتربورن                   | گریس وینتربورن   | |
| ۱۹۹۷ | لبخندی مثل تو                    | مارتا            | |
| ۲۰۰۰ | برونو                            | هلن              | همچنین کارگردان |
| ۲۰۰۳ | کارولینا                         | میلیسنت برابو    | |
| ۲۰۰۵ | شایعه شده…                       | کاترین           | |
| ۲۰۰۵ | افسونگر                          | آیرس اسمیتسون    | |
| ۲۰۰۵ | در موقعیت او                     | الا هیرش         | |
| ۲۰۰۷ | بستن حلقه                        |                  | |
| ۲۰۱۰ | روز والنتاین                     | اتل آن هریس      | |
| ۲۰۱۱ | برنی                             | مارجوری نوجنت    | |
| ۲۰۱۳ | زندگی پنهان والتر میتی           | ادنا میتی        | |
| ۲۰۱۴ | السا فرد                         | السا هیس         | |
| ۲۰۱۶ | جو وحشی                          | اوا              | |
| ۲۰۱۷ | آخرین حرف                        | هریت لولر        | |
| ۲۰۱۸ | پری دریایی کوچولو                | مادر بزرگ الویس  | |
| ۲۰۱۹ | جیم دکمه‌ای و لوک راننده          | خانم گریندتوث    | صداپیشه (نسخه انگیسی) |
| ۲۰۱۹ | نوئل                             | الف پولی         | |
| ۲۰۲۲ | رؤیاپرداز آمریکایی               | آسترید فانلی     | |

## جوایز و افتخارات

### جوایز اسکار
| سال  | اثر نامزدشده                | دسته              | نتیجه    | منبع  |
| ---- | --------------------------- | ----------------- | -------- | ----- |
| ۱۹۵۹ | بعضی دوان‌دوان آمدند         | بهترین بازیگر زن  | نامزدشده | [ ۱ ] |
| ۱۹۶۱ | آپارتمان                    | بهترین بازیگر زن  | نامزدشده | [ ۱ ] |
| ۱۹۶۴ | ایرما خوشگله                | بهترین بازیگر زن  | نامزدشده | [ ۱ ] |
| ۱۹۷۶ | نیمه دیگر آسمان: خاطرات چین | بهترین فیلم مستند | نامزدشده | [ ۱ ] |
| ۱۹۷۸ | نقطه عطف                    | بهترین بازیگر زن  | نامزدشده | [ ۱ ] |
| ۱۹۸۴ | شرایط مهرورزی               | بهترین بازیگر زن  | برنده    | [ ۱ ] |

### جوایز فیلم بفتا
| سال  | اثر نامزدشده                | دسته                      | نتیجه    | منبع  |
| ---- | --------------------------- | ------------------------- | -------- | ----- |
| ۱۹۵۷ | دردسر هری                   | بهترین بازیگر نقش اول زن  | نامزدشده | [ ۱ ] |
| ۱۹۶۰ | از هر دختری بپرس            | بهترین بازیگر نقش اول زن  | برنده    | [ ۱ ] |
| ۱۹۶۱ | آپارتمان                    | بهترین بازیگر نقش اول زن  | برنده    | [ ۱ ] |
| ۱۹۶۵ | ایرما خوشگله                | بهترین بازیگر نقش اول زن  | نامزدشده | [ ۱ ] |
| ۱۹۸۱ | حضور                        | بهترین بازیگر نقش اول زن  | نامزدشده | [ ۱ ] |
| ۱۹۸۵ | کارت‌پستال‌هایی از لبه پرتگاه | بهترین بازیگر نقش اول زن  | نامزدشده | [ ۱ ] |
| ۱۹۹۱ | ماگنولیاهای فولادی          | بهترین بازیگر نقش مکمل زن | نامزدشده | [ ۱ ] |